# 조선희 (언론인)
조선희(趙善姬, 1960년 4월 25일 ~ )는 연합통신과 한겨레신문 기자를 지낸 언론인이자 작가이다.
1978년 강릉여고를 졸업하고, 1982년 고려대 독어독문학과를 졸업한 뒤 1982년 연합통신 기자로 언론계에 입문했다. 1988년 한겨레신문 문화부 기자 등을 거쳐 초대 씨네21 편집장을 지냈다. 2000년 언론계를 떠나 소설가로 활동하며 《열정과 불안》, 《햇빛 찬란한 나날》등의 소설을 집필했다. 2006년 9월 25일 한국영상자료원 원장(차관급)에 임명됐다. 임기는 3년으로 2009년 9월 24일까지다. 2012년 3월 26일 서울문화재단 대표이사로 임명되어 활동하였으며, 3년 임기를 마치고 2015년 3월 26일 대표이사로 재임명되었으나 2016년 임기 도중 사임했다.
2017년, 1920~1950년대에 실존한 사회주의 
활동가 허정숙 주세죽 고명자를 중심으로 한국 공산주의운동의 시작부터 끝까지, 격동의 한국 현대사를 다루는 소설 <세여자>(1,2권)를 발표했고 이 작품으로 허균문학작가상, 노근리평화문학상, 요산김정한문학상을 수상했다. <세여자> 일어판이 2023년 출간됐다. 
2019년~2020년에 걸쳐 베를린자유대학 한국학과 방문학자로 베를린에 체류했다. 2021년 ‘혼돈의 한국사회 여행자를 위한 싱킹맵’을 표방한 책 <상식의 재구성>을 펴냈다. 
2023년, 윤석열 대통령 취임후 1년 동안 각기 다른 후보를 찍었던 4인가족 이야기를 다룬 장편소설 <그리고 봄>을 펴냈다. 
배우자는 한빛미디어 이사회 의장으로 <눈떠보니 선진국>의 저자인 박태웅이다.

## 저서
- 《정글에선 가끔 하이에나가 된다》 2000년 10월 ISBN 9788984310377
- 《열정과 불안 1》 2002년 8월 ISBN 9788984981737
- 《열정과 불안 2》 2002년 8월 ISBN 9788984981744
- 《그녀에 관한 7가지 거짓말》 2004년 3월 ISBN 9788984311138
- 《햇빛 찬란한 나날》 2006년 ISBN 9788939205369
- 《클래식 중독》 - 새것보다 짜릿한 한국 고전영화 이야기 2009년 9월
- 《세 여자 1》 2017년 6월 ISBN 9791160400717
- 《세 여자 2》 2017년 6월 ISBN 9791160400724
- 《상식의 재구성 - 한국인이라는,이 신나고 괴로운 신분》 2021년 7월

ISBN 9791157845187
공저
- 《강금실 매혹의 카리스마》 2004년 2월
- 《연탄》 2004년 9월 ISBN 9788982818769
- 《풍경 외》 - 2006년 제7회 이효석문학상 수상작품집 2006년 5월
- 《나만의 공간》 2006년 11월
- 《우리가 참 아끼던 사람》 - 소설가 박완서 대담집 2016년 1월